# Code of Silence (película de 2015)
Code of Silence es una película dramática nigeriana de 2015 dirigida por Emem Isong y escrita por Bola Aduwo. Fue producida por la Royal Arts Academy en colaboración con Nollywood Workshop. Está protagonizada por Makida Moka, Patience Ozokwor, Ini Edo y Omoni Oboli. Se destaca por su postura contra la violación en Nigeria y aborda los problemas que enfrentan las víctimas de violación en el país.

## Sinopsis
Adanma, una joven e inteligente estudiante de medicina, es violada por un político local y su asistente cuando regresaba a casa de la universidad. Confiesa lo sucedido a su familia, pero dada su baja posición social tiene miedo de alertar a las autoridades. La violación la marca psicológica y emocionalmente, y la experiencia traumática comienza a afectar todo en su vida.

## Elenco
- Makida Moka como Adanma
- Patience Ozokwor
- Ini Edo
- Omoni Oboli
- Amechi Muonagor
- Kofi Adjorlolo
- Desmond Elliot
- Shawn Faqua
- Mena Sodje

## Producción
Code of Silence fue producida por la Royal Arts Academy en colaboración con Nollywood Workshop. Siendo la segunda película de Emem Isong, mencionó sobre la misma que "A veces, hago películas de defensa y esta es una de ellas. Decidí hacer una película sobre violación para instar a la gente a salir y decir "NO" a la violación. Rompamos el código del silencio. Queremos romper con la suposición de que la víctima tiene la culpa. La historia realmente me encontró porque mi amigo me trajo la historia y cuando la leí, me di cuenta de que era una buena. Es una película con un presupuesto de 20 millones. Decidí trabajar con este elenco porque he trabajado con la mayoría de ellos y sentí que interpretarían [ sic ] los papeles correctamente".
La actriz y modelo Makida Moka encontró a su personaje como una experiencia "intensa" que la traumatizó hasta el punto de que a menudo lloraba después de grabar las escenas.

## Recepción
Se estrenó el 8 de agosto de 2015 en Silverbird Galleria, Isla Victoria, Lagos, en un evento al que asistieron estrellas de la industria de Nollywood. La película recibió elogios de la crítica. Toni Kan, del Nigeria Entertainment Today, comentó que "recorre una distancia considerable para alentar la reversión de tendencias como el estigma que impide que las víctimas y sus familias hablen cuando se produce una violación", y efectivamente "se dirige a todos: aborda el problema de lo que pierde la sociedad cuando las mujeres son sometidas a sexo forzado, cuando todos nos callamos y por qué los hombres deberían respetarse más a sí mismos al no ser violadores". A pesar del trauma de la violación, Kan señala que la película se entremezcla con momentos de alivio cómico.